# فیزیک ماده چگال نرم

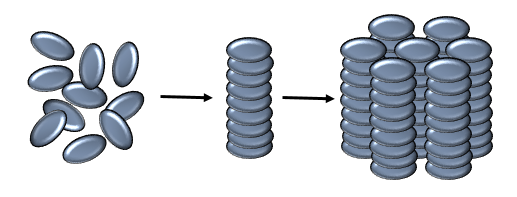
فیزیک ماده چگال نرم

فیزیک مادهٔ نرم یا فیزیک ماده چگال نرم زیرشاخه‌ای از فیزیک ماده چگال است که شامل موادی می‌شود که به راحتی تحت تنش‌ها یا افت و خیزهای گرمایی تغییر شکل می‌دهند. این مواد شامل مایعات، کلوئیدها، بس‌پارها، کف، مواد ژله‌ای، مواد دانه‌ای و تعدادی از مواد زیستی هستند.
این مواد یک ویژگی مشترک مهم دارند و آن این است که رفتارهای فیزیکی غالب در مقیاس انرژی به گونه ای رخ می‌دهند که قابل مقایسه با انرژی حرارتی دمای اتاق ( در حد kT) باشند و انتروپی عامل اصلی در نظر گرفته می‌شود. در این دماها جنبه های کوانتومی عموما بی اهمیت هستند. هنگامی که مواد نرم به طور مطلوب با سطوح تعامل برقرار می‌کنند، بدون نیروی فشار خارجی له می‌شوند.
پیر-ژیل دو ژن که «بنیان‌گذار فیزیک ماده نرم» خوانده می‌شود، جایزه نوبل فیزیک سال ۱۹۹۱ را ب ه خاطر کشف این موضوع گرفت که پارامتر نظم برای سیستم‌های سادهٔ ترمودینامیکی را می‌توان برای حالت‌های پیچیده‌تر در مواد نرم (به ویژه در بررسی رفتار کریستال‌های مایع و بس‌پارها) به کار برد.

## تاریخچه
درک کنونی از ماده نرم از کار آلبرت انیشتین در مورد حرکت براونی شکل گرفت. با درک اینکه ذره ای معلق در یک سیال باید انرژی حرارتی مشابهی با خود سیال داشته باشد(در حد kT). این کار بر اساس تحقیقات تثبیت شده در مورد سیستم‌هایی که اکنون کلویید در نظر گرفته می‌شوند، ساخته شده است.
خواص نوری کریستالی کریستال های مایع و توانایی آنها در جاری شدن برای اولین بار توسط فردریک رینیتزر در سال 1888 توصیف شد وتوسط اتو لمان در سال 1889 عمیق‌تر ویژگی های آن مشخص شد. تنظیمات تجربی که اتو لمان برای بررسی دو نقطه ذوب کلستریل بنزوات استفاده کرد،تا حدود سال 2019 هنوز در تحقیقات کریستال های مایع استفاده می‌شد.
در سال 1920، هرمان اشتاودینگر، دریافت کننده جایزه نوبل شیمی در سال 1953، اولین کسی بود که پیشنهاد کرد که پلیمرها از طریق پیوندهای کووالانسی تشکیل می‌شوند که مولکول‌های کوچکتر را به هم متصل می‌کند. ایده ماکرومولکول‌ها در آن زمان ناشناخته بود و با اجماع علمی تصور این بود که وزن مولکولی بالای ثبت شده ترکیباتی مانند لاستیک طبیعی به دلیل تجمع ذرات است.
استفاده از هیدروژل در زمینه‌ی زیست پزشکی در سال 1960 توسط Drahoslav Lím و Otto Wichterle آغاز شد. آن‌ها با هم فرض کردند که پایداری شیمیایی، سهولت تغییر شکل و نفوذپذیری شبکه‌های پلیمری خاص در محیط‌‌های آبی تاثیر قابل توجهی بر پزشکی خواهد داشت. آن دو مخترعان لنزهای تماسی نرم بودند.
این شاخه‌های به ظاهر مجزا به‌طور چشمگیری تحت تاثیر پیر-ژیل-دو-ژن قرار گرفته و گرد هم آمدند.کار دو-ژن در اشکال مختلف ماده نرم کلیدی برای درک جهانی بودن آن بود،جایی که خواص مواد بیشتر بر اساس ساختارهای مزوسکوپی که شیمی زیربنایی ایجاد می‌کند، می‌باشد. او درک تغییرات فاز در کریستال‌های مایع را گسترش داد؛ ایده reptation را با توجه به آرامش سیستم‌های پلیمری معرفی کرد و رفتار پلیمری را با موفقیت ترسیم کرد.

## فیزیک متمایز
رفتارهای جالب از ماده نرم به روش‌هایی که نمی‌توان پیش‌بینی کرد، یا پیش‌بینی آن دشوار است‌، مستقیما از اجزای اتمی یا مولکولی آن ناشی می‌شود.موادی که ماده نرم نامیده می‌شوند این ویژگی را به دلیل تمایل مشترک این مواد به خودسازماندهی در ساختارهای فیزیکی مزوسکوپی نشان می‌دهند. مونتاژ ساختارهای مقیاس متوسط که مواد ماکرو مقیاس را تشکیل می‌دهند توسط انرژی‌های کم کنترل می‌شوند و این تداعی‌های انرژی کم امکان تغییر شکل حرارتی و مکانیکی مواد را فراهم می‌کنند. در مقابل در فیزیک ماده چگال سخت، اغلب می توان رفتار کلی یک ماده را پیش بینی کرد، زیرا مولکول‌ها در یک شبکه کریستالی سازماندهی شده‌اند و هیچ تغییری در الگوی آن در مقیاس مزوسکوپی وجود ندارد. برخلاف مواد سخت، که در آن تغییرات کوچک تنها ناشی از هم‌زدن حرارتی یا مکانیکی رخ می‌دهد، ماده نرم می‌تواند تحت بازآرایی موضعی بلوک‌های ساختمانی مسکروسکوپی قرار گیرد.
مشخصه بارز ماده نرم، مقیاس مزوسکوپی ساختارهای فیزیکی است. این ساختارها بسیار بزرگتر از مقیاس میکروسکوپی مواد هستند. خواص و برهمکنش‌های این ساختارهای مزوسکوپی ممکن است رفتار ماکروسکوپی ماده را تعیین کند. تعداد زیادی از اجزای تشکیل‌دهنده این ساختارهای مزوسکوپی و درجات آزادی زیاد که این امر ایجاد می‌کند، منجر به یک اختلال عمومی بین ساختارهای بزرگ میشود.این اختلال منجر به از بین رفتن نظرم دوربردی می‌شود که مشخصه ماده‌ی سخت است.
برای مثال، گرداب‌های آشفته‌ای که به‌طور طبیعی در یک مایع جاری رخ می‌دهند، بسیار کوچک‌تر از مقدار کلی مایع و در عین حال بسیار بزرگ‌تر از مولکول‌های منفرد آن هستند، و ظهور این گرداب‌ها، رفتار جریان کلی ماده را کنترل می‌کند. همچنین، حباب هایی که یک فوم را تشکیل می دهند، مزوسکوپیک هستند، زیرا آنها از تعداد زیادی مولکول تشکیل شده اند، و با این حال، خود فوم از تعداد زیادی از این حباب ها تشکیل شده است و سفتی مکانیکی کلی فوم از برهمکنش های ترکیبی حباب‌ها ناشی می شود.
مواد نرم اغلب واکنش های کشسانی و چسبناکی را به محرک های خارجی نشان می دهند. مانند جریان ناشی از برش یا انتقال فاز. با این حال، محرک‌های خارجی بیش از حد اغلب منجر به پاسخ‌های غیرخطی می شود. ماده نرم قبل از انتشار ترک تغییر شکل زیادی می‌یابد، که به طور قابل توجهی با فرمول مکانیک شکست عمومی تفاوت دارد. رئولوژی، علم مطالعه تغییر شکل تحت تنش، اغلب برای بررسی خواص توده ای ماده نرم استفاده می شود.

## طبقات ماده نرم
ماده نرم از طیف متنوعی از سیستم‌های مرتبط به هم تشکیل شده است و می‌توان آن‌ها را به طور کلی در کلاس‌های خاصی دسته‌بندی کرد. این طبقات به‌هیچ‌وجه متمایز نیستند،زیرا اغلب بین دو یا چند گروه همپوشانی وجود دارد.

### پلیمرها
پلیمرها مولکول‌های بزرگی هستند که از زیرواحدهای تکرارشونده تشکیل شده‌اند که ویژگی‌های آن‌ها توسط محیط و ترکیب آن‌ها تعیین می‌شود. پلیمرها شامل پلاستیک‌های مصنوعی، الیاف و لاستیک‌های طبیعی و پروتئین‌های بیولوژیکی هستند. تحقیقات بر روی پلیمرها نشان‌دهنده‌ی کاربرد آن‌ها در فناوری نانو است؛ از علم مواد و دارورسانی تا کریستالیزاسیون پروتئین‌ها.

#### فوم‌ها

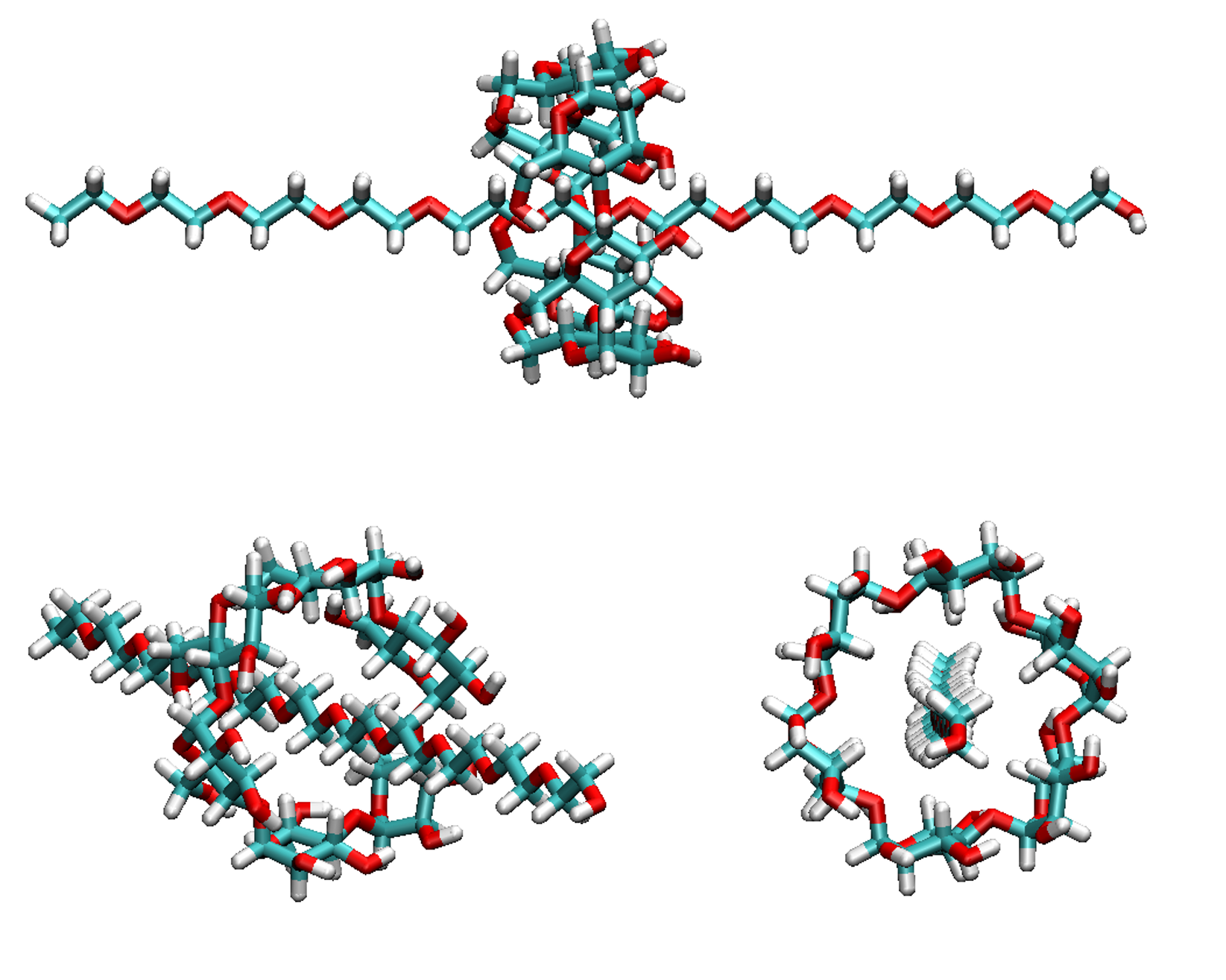
مجموعه میزبان-میهمان از الیگومر پلی اتیلن گلیکول که در یک مولکول آلفا سیکلودکسترین محدود شده است. یک داربست معمولی که در تشکیل ژل استفاده می شود. رنگ اتم ها به گونه ای است که قرمز نشان دهنده اکسیژن، فیروزه ای نشان دهنده کربن و سفید نشان دهنده هیدروژن است.

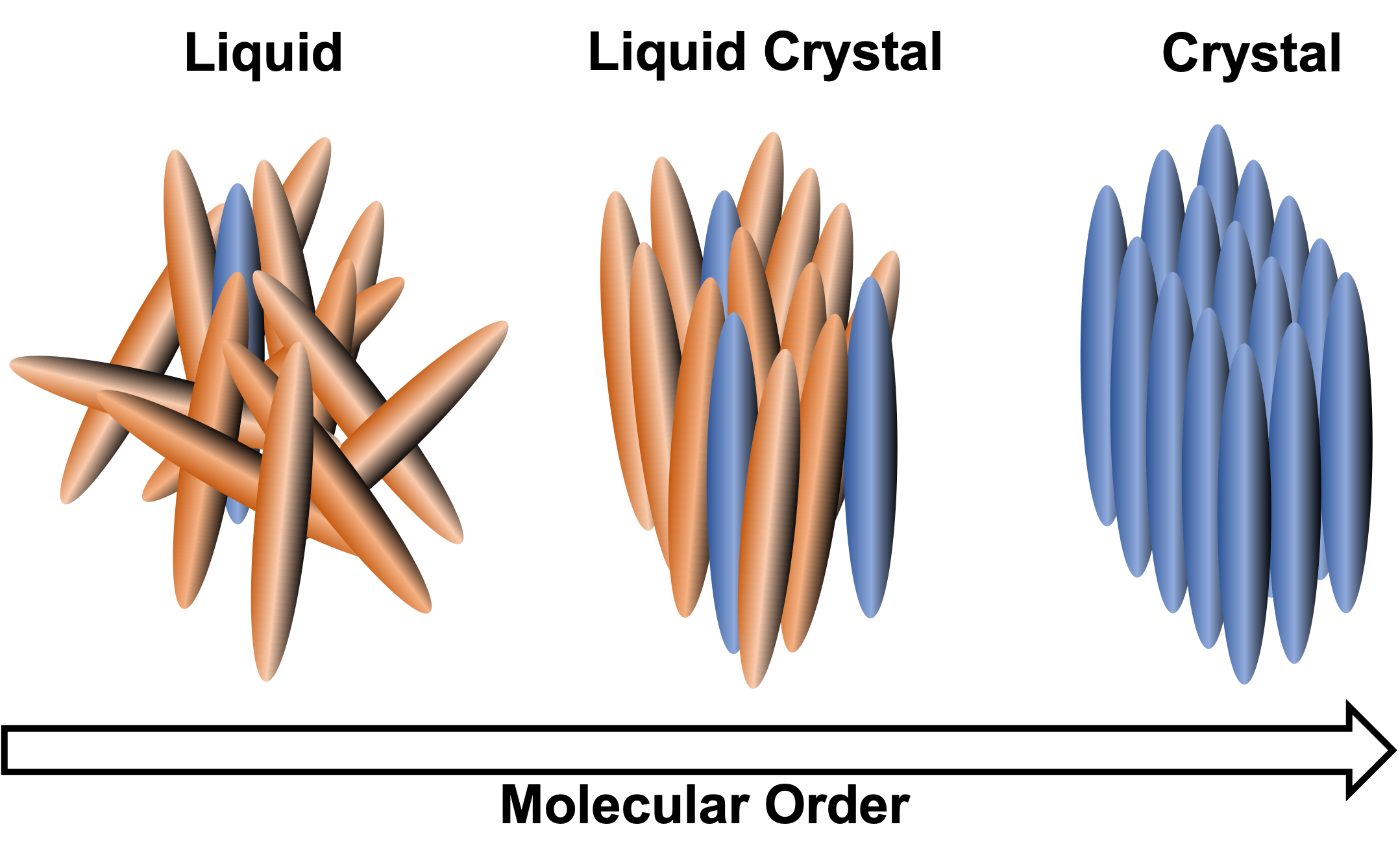
نمایش شماتیک از ساختار کریستال، کریستال مایع و حالت مایع

فوم‌ها از مایع یا جامدی تشکیل شده‌اند که از طریق آن گازی پراکنده شده و حفره‌هایی ایجاد می‌کند. این ساختار نسبت سطح به حجم بزرگی را به سیستم می‌دهد. فوم‌ها کاربردهایی در عایق‌ها و منسوجات  پیدا کرده‌اند، و درحال انجام تحقیقات فعال در زمینه بیوپزشکی، دارورسانی و مهندسی بافت هستند. فوم‌ها همچنین در خودروها برای آب‌بندی آب و گرد و غبار و کاهش صدا استفاده می‌شوند.

##### ژل‌ها
ژل‌ها از داربست‌های پلیمری سه‌بعدی غیرمحلول در حلال، که به صورت کووالانسی یا فیزیکی به هم پیوسته هستند، تشکیل شده‌اند که نسبت حلال/محلول بالایی دارند.

###### کلوئیدها
کلوئیدها ذرات محلول معلق در یک محیط، مانند پروتئین‌ها در یک محلول آبی هستند.

###### کریستال‌های مایع
کریستال‌های مایع یا بلورهای مایع (LC) شامل پروتئین‌ها، مولکول‌های کوچک و یا پلیمرهایی هستند که می‌توانند برای ایجاد نظم منسجم در جهت خاصی دستکاری شوند. آن‌ها از لحاظ توانایی جاری شدن رفتاری مشابه مایع از خود نشان می‌دهند و با این حال می‌توانند تا سر حد کریستالی شدن نظم پیداکنند.یکی از ویژگی‌های کریستال‌های مایع توانایی آن‌ها در شکستن خود‌به‌خودی تقارن است. کریستال‌های مایع کاربردهای قابل‌توجهی در دستگاه‌های نوری مانند نمایشگرهای کریستال مایع (LCD) یافته اند.

###### غشاهای بیولوژیکی
غشاهای بیولوژیکی شامل مولکول‌های فسفولیپیدی منفردی هستند که به دلیل برهمکنش‌های غیرکووالانسی در یک ساختار دولایه به صورت مستقل شکل می‌گیرند. انرژی موضعی و ضعیف مرتبط با تشکیل غشاء امکان تغییر شکل الاستیک ساختار در مقیاس بزرگ را فراهم می‌کند.